# Epiclytus insolitus
Epiclytus insolitus là một loài bọ cánh cứng trong họ Cerambycidae.